# منطقه آچنگ
منطقه آچنگ (به چینی: 阿城区) یک منطقه در شهر هاربین، استان هئی‌لونگ‌جیانگ چین است که شهرک‌های اقماری در شرق این «شهر در سطح ولایت/شهر زیر-استانی» را شامل می‌شود.
نام این منطقه برگرفته شده از «رود آشی» (阿什河، آشی‌هه) می‌باشد، از ترکیب «آ» (阿) به عنوان مخفف «آشی» و «چنگ» (城) به معنای منطقهٔ شهری.

## خصوصیات
منطقه آچنگ ۲٬۴۴۹٫۱ کیلومترمربع مساحت و ۵۰۰٬۳۲۷ نفر جمعیت دارد و ۱۴۷ متر بالاتر از سطح دریا واقع شده‌است.

## تقسیمات اداری
منطقه آچنگ به ۱۵ ناحیه و ۴ شهرک تابعه تقسیم شده است. یک «میدان» هم‌سطح قصبه نیز تابع این شهرستان می‌باشد، که شامل مزارع و واحدهای تولیدی کشاورزی. 
- ناحیه آشی‌هه (رود آشی) (阿什河街道، Āshí jiēdào)
- ناحیه تونگ‌چنگ (通城街道، Tōngchéng jiēdào)
- ناحیه جیاوجیه (交界街道، Jiāojiè jiēdào)
- ناحیه جین‌چنگ (金城街道، Jīnchéng jiēdào)
- ناحیه جین‌دوو (金都街道، Jīndōu jiēdào)
- ناحیه شوانگ‌فنگ (双丰街道، Shuāngfēng jiēdào)
- ناحیه شه‌لی (舍利街道، Shèlì jiēdào)
- ناحیه شیاولینگ (小岭街道، Xiǎolǐng jiēdào)
- ناحیه شین‌لی (新利街道، Xīnlì jiēdào)
- ناحیه فئی‌که‌تو (蜚克图街道، Fēikètú jiēdào)
- ناحیه لیاودیان (料甸街道، Liàodiàn jiēdào)
- ناحیه هه‌دونگ (شرق‌رود) (河东街道، Hédōng jiēdào)
- ناحیه یاگوو (亚沟街道، Yàgōu jiēdào)
- ناحیه یانگ‌شو (杨树街道، Yángshù jiēdào)
- ناحیه یوچوان (玉泉街道، Yùquán jiēdào)

- شهرک پینگ‌شان (平山镇، Píngshān zhèn)
- شهرک جی‌لونگ‌‌شان (金龙山镇، Jīnlóngshān zhèn)
- شهرک سونگ‌فنگ‌شان (松峰山镇، Sōngfēngshān zhèn)
- شهرک هونگ‌شینگ (红星镇، Hóngxīng zhèn)

- میدان زراعتی آچنگ (阿城农场، Āchéng nóngchǎng)